# Sakata (langue)
Pour les articles homonymes, voir Sakata.
Le sakata est une langue bantoue parlée par la population sakata en République démocratique du Congo.

## Prononciation
|           | Bilabiale | Labio- dentale | Dentale ou alvéolaire | Palatale | Vélaire | Labio- vélaire |
| --------- | --------- | -------------- | --------------------- | -------- | ------- | -------------- |
| Occlusive | p b       |                | t d                   |          | k ɡ     | kp ɡb          |
| Affriquée |           |                | ts dz                 |          |         |                |
| Fricative |           | f v            | s z                   | ʃ ʒ      |         |                |
| Nasale    | m         |                | n                     | ɲ        | ŋ       | ŋm             |
| Latérale  |           |                | l                     |          |         |                |
| Battue    |           |                | r                     |          |         |                |
| Spirante  |           |                |                       | j        |         | w              |

|            | Antérieure | Centrale | Postérieure |
| ---------- | ---------- | -------- | ----------- |
| Fermée     | i          |          | u           |
| Mi-fermée  | e          |          | o           |
| Mi-ouverte | ɛ          |          | ɔ           |
| Ouverte    |            | a        |             |